# Mainzer Marmorkopf
Der Mainzer Marmorkopf ist ein im Landesmuseum Mainz (Inventar-Nummer 61/92) ausgestellter lebensgroßer Marmorkopf, der 1961 bei Ausschachtungsarbeiten in Mainz gefunden wurde. Der handwerklich hochwertig gearbeitete Fund wurde in das frühe 1. Jahrhundert datiert und anfangs als Porträtkopf des jugendlichen Augustus interpretiert. Nach heutigen Wissensstand geht man allerdings von einem Porträt eines der beiden julisch-claudischen Prinzen Gaius Caesar oder Lucius Caesar aus.
Aufgrund der nicht genau dokumentierten Fundumstände und des fehlenden Fundkontextes gab es schnell Zweifel an der generellen Echtheit des Fundes beziehungsweise an dessen Alter. Bekannte Kritiker waren vor allem die Mainzer Klassischen Archäologen German Hafner und Frank Brommer. Befürworter der Datierung in die frührömische Prinzipatzeit und der Einordnung des Fundes als „Beispiel der hochentwickelten Bildhauerkunst im römischen Reich“ waren unter anderem Harald von Petrikovits, Bernard Andreae, Erika Simon und Heinz Kähler.

## Beschreibung
Bei dem Mainzer Marmorkopf handelt es sich um einen lebensgroßen Bildniskopf eines leicht nach links schauenden jungen Mannes. Der Kopf ist 26,7 cm hoch und aus grobkristallinem, leicht gelblich getöntem Marmor gefertigt. Dieser stammt höchstwahrscheinlich von einer der griechischen Inseln wie beispielsweise Paros, Naxos, Skyros usw. und ist als „Inselmarmor“ in der Antike verwendet worden. In der rechten Gesichtshälfte ist der Bereich zwischen der Wange und der Ohrpartie durch metallische Eisen- und Bleiauflagerungen dunkel verfärbt. Hinter den Ohrpartien ist eine größere Marmormasse verblieben.

## Fundgeschichte
Der Marmorkopf wurde am 12. Mai 1961 bei Ausschachtungsarbeiten für einen Wohnhausneubau in der Josefstraße 16 in der Mainzer Neustadt gefunden. Er lag in ca. 4,40 m Tiefe in einer zähen und fast schwarzen Schlammmasse. Direkt oberhalb der Fundstelle, 4 m unterhalb des Bodenniveaus, befand sich ein verfüllter Bombentrichter aus dem Zweiten Weltkrieg.
Die Tatsache, dass nur der Marmorkof selbst und keine Beifunde freigelegt wurde, und Unstimmigkeiten bei den Aussagen der Bauarbeiter zu dem Fundumstand selbst sorgten später für Zweifel an der Echtheit als antiker Fund. Noch am gleichen Tag wurde der Marmorkopf in das Altertumsmuseum, heute Landesmuseum Mainz, gebracht und für 16.500 DM angekauft.
Aufgrund des fehlenden Fundkontextes wurde der Fund schnell kontrovers diskutiert. Es gab keinerlei Beifunde aus der Zeit des frühen 1. Jahrhunderts, die eine sichere Datierung hätten stützen können. In nächster Nähe zum Fundort waren bisher nur römische Begräbnisstellen bekannt sowie, mehrere Meter entfernt, eine römische Verbindungsstraße zwischen dem vicus „Dimesser Ort“ und den vici zwischen Legionslager und Rheinufer. Die nächsten nachgewiesenen römischen Siedlungsstellen sind mehrere hundert Meter von dem Fundort entfernt. Kritiker der Datierung in die frührömische Zeit von Mogontiacum sahen in dem Fundstück ein Produkt der frühen Neuzeit, so beispielsweise aus einer früher dort befindlichen Bildhauerwerkstatt, oder vermuteten in ihm eine absichtliche Fälschung zur bevorstehenden (zu früh angesetzten) 2000-Jahr-Feier der Stadt Mainz. Karl Heinz Esser nahm vor allem zu der ersten Hypothese in einem Artikel zur Fundsituation ausführlich Stellung.

## Werkstoffkundliches Gutachten
Da die Kontroverse um die Echtheit und die Datierung des Mainzer Marmorkopfes andauerte, wurde Edgar Denninger, wissenschaftlicher Lehrer für Werkstoffkunde am Institut für Technologie der Malerei an der Staatlichen Akademie der bildenden Künste in Stuttgart, vom Landesmuseum Mainz mit einem werkstoffkundlichen Gutachten beauftragt. Denninger untersuchte mit Methoden der Mikroanalytik und Mikroskopie das Fundstück. Er fand an verschiedenen Stellen Kalkversinterungen, die durch Hineinwachsen in den Werkstoff mit dem Marmor eine direkte Verbindung eingegangen sind. Die schwärzliche Verfärbung im rechten Kopfbereich erwiesen sich als Auflagerungen von Eisen und Blei bzw. deren Verbindungen, die auf Einwirkungen von Bombensplittern aus dem vorhandenen Bombentrichter direkt über der Fundstelle zurückzuführen sein könnten. Auch konnte er den Werkstoff als griechischen Inselmarmor bestimmen. Denninger schloss aus den vorgenannten Indizien, dass das Fundstück mit höchster Wahrscheinlichkeit bereits in antiker Zeit in den Erdboden gelangte.